# Софіївка Перша (Лозівський район)
Софі́ївка Пе́рша — село в Україні, у Близнюківській селищній громаді Лозівського району Харківської області. Населення становить 495 осіб. До 2020 орган місцевого самоврядування — Софіївська сільська рада.

## Географія
Село Софіївка Перша знаходиться на правому березі річки Велика Тернівка, на протилежному березі розташоване село Новомар'ївка та колишнє село Виселок, на відстані ~ 5 км знаходяться залізничні станції 934 км і Рудаєве.

## Історія
- 1825 — дата заснування.
- У період Німецько-радянської війни село Софіївка Перша неодноразово переходило із рук у руки. У жовтні 1941 року село зайняли німецькі війська. У січні 1942 р. радянські військовики відбили село. У травні 1942 року нацистам вдалося захопити село знову. Вони утримували його до вересня 1943 року, за винятком короткого періоду в лютому 1943. Вигнавши німців, радянська армія встановила контроль над селом Софіївка Перша, сусідніми з нею Гаражівкою, Новоселівкою та Мар'ївкою. У боях на території цих сіл з радянського боку брали участь воїни 34-го гвардійського, 1156 і 1167-го стрілецьких полків й інших військових частин. Вони поховані у братській могилі в центрі села, всього поховано 92 воїни, з них відомі прізвища 50-ти. Багато жителів села Софіївка Перша брали участь у боротьбі з нацистами на фронтах Німецько-радянської війни. 207 воїнів загинули у боях.
- 12 червня 2020 року, відповідно до Розпорядження Кабінету Міністрів України № 725-р «Про визначення адміністративних центрів та затвердження територій територіальних громад Харківської області», увійшло до складу Близнюківської селищної громади.[1]
- 19 липня 2020 року, в результаті адміністративно-територіальної реформи та ліквідації Близнюківського району, увійшло до складу Лозівського району Харківської області.[2]

## Економіка
- В селі є молочно-товарна ферма, машинно-тракторні майстерні.
- Невеликий глиняний кар'єр.

## Культура
- Школа.
- Будинок культури.

## Відомі люди

### Народилися
- Шаповал Іван Максимович — український письменник, краєзнавець, учений у галузі металургії. Кандидат технічних наук. Член Національної спілки письменників України.